# Spaghetti House围攻战

大量警方包围意大利面馆并制止群众靠近

Spaghetti House围攻战（英語：Spaghetti House siege）发生在1975年9月28日至10月3日。三名男子衝入伦敦骑士桥的意大利面馆抢劫，但行动出了岔子，警察马上赶到现场。劫匪带着面馆工作人员一起躲进储藏室，警方团团包围六天后，所有人质安然获释。两名枪手投降，头目富兰克林·戴维斯朝自己腹部开枪。三名劫匪和另外两个同伙之后被判入狱。
三名劫匪都曾参与黑人解放组织，从最初被围到后来入狱服刑，他们始终宣称所作所为是出于政治动机。警方对此不以为然，认为这是刑事犯罪，不是政治举措。
警方利用光纤传感器技术实时監視枪手言行。法庭心理學家根据监控视频告知警方三名男子的心理状况，以及如何通过谈判达成最理想的结果。

## 背景
第二次世界大战结束后，英国劳动力短缺，政府推出政策吸引前大英帝国和英联邦國家的工人。他们大多从事没有什么技能要求但酬劳很低的工作，能够负担的住房条件很差。许多人认为这些人的经济状况，以及黑人社区存在的许多问题都是由英国政府的种族主义政策引起，导致好战分子越来越多，西印度群岛移民社区尤甚；警方的骚扰和教育领域的区别对待更是火上浇油20世纪70年代中期担任种族关系研究所主任的安巴拉夫纳·西瓦南丹（Ambalavaner Sivanandan）指出，第一代黑人移民虽已部分融入英国社会，但第二代却变得日益叛逆。
企图抢劫意大利面馆分店的三名男子以28岁的尼日利亚学生富兰克林·戴维斯（Franklin Davies）带头，他曾因持械抢劫入狱服刑，另外两人分别是24岁的西印度群岛裔移民韦斯利·迪克（Wesley Dick，后更名舒贾·莫什什）和22岁的圭亚那裔安东尼·“本苏”·门罗（Anthony "Bonsu" Munroe）。三人都曾参与黑人解放组织。戴维斯曾试图加入津巴布韦非洲民族联盟和莫桑比克解放阵线党的非洲游击队；门罗与黑人权力运动关系密切；迪克曾参加黑豹党、黑人解放阵线、法辛巴团，以及黑人团结与自由党的会议，他还会定期前往种族关系研究所办事处充当志愿者，并使用办事处的图书馆。西瓦南丹和历史学家罗伯·沃特斯（Rob Waters）认为，三人的抢劫目的是“资助黑人补习学校并支持非洲解放斗争”。
20世纪70年代中期，伦敦各意大利面馆店长会在每周六晚关店，并在骑士桥分店会晤。分店的出口也会关闭，但各店长会把一周的收入暂存于此，等待存入附近银行的夜间保险箱。

## 抢劫当日：1975年9月28日
1975年9月28日凌晨1点30分左右，戴维斯、迪克和门罗走进意大利面馆骑士桥分店，其中一人持有削短型霰弹枪，另外两人均有手枪。三人要求店内人员交出这周的收入——约为1.1至1.3万英镑。夜间关闭的店内灯光昏暗，店员得以迅速把装钱的两个公文包藏到桌下。劫匪把店员逼近地下室，意大利面馆经理趁机从后方火灾逃生通道逃脱并向伦敦警察厅报警，警方几分钟内便抵达现场。负责带劫匪逃离现场的司机塞缪尔·艾迪生（Samuel Addison）看到行动出了岔子，便驾驶偷来的福特轿车离开。警察进入面馆一楼时，戴维斯等人把店员逼进地下室后方长4.3米、宽3米的储藏室，然后锁上门并用啤酒桶从里面堵住，嘴里朝警察大喊，胆敢靠近大门，他们就会开枪。警方把建筑团团围住，持续六天的大包围拉开序幕。

## 包围：9月28日至10月3日
劫匪在最初的谈话中告诉警察人质姓名，警方还在得知戴维斯的身份后调出其前科。早上七点，警察已封锁周边并设置警戒线，除400名警员（包括带警犬前来的警员）参与包围外，伦敦警察厅还调来特种枪械司令部的神枪手。
戴维斯自称黑人解放阵线上尉，但之后的对话中又称三人都是黑豹党分裂组织黑人解放军成员。戴维斯向警察要求释放两名黑人囚犯，却没想到两人早已出狱。他还要求内政大臣前来现场，并提供能够飞抵西印度群岛的飞机，还要收音机以便他们从新闻广播获知局势发展，警方只满足最后一项要求。
警方一度认为此案可能属恐怖主义行径，但之后认定案件没有政治动机，属于单纯的刑事犯罪。事发时任伦敦警察厅总监的罗伯特·马克爵士在后来的著作中写道：
我们从最开始就正确认定此案只是武装抢劫出了岔子，尼日利亚裔劫匪戴维斯反复声称这是政治举动，但这根本就是无稽之谈，只会引人嘲笑。
黑人解放阵线的其中一名创始人托尼·苏亚雷斯（Tony Soares）自称认识三名劫匪，表示愿意出面调解，但警方没有接受。苏亚雷斯还称，黑人解放阵线是和平组织，根本不知道而且也不会支持三人的行径。学术期刊《种族与阶级》（Race & Class）编辑珍妮·伯恩（Jenny Bourne）认识三名男子，认为他们“可能是因为完全不同的原因”走上抢劫道路。在她看来，三人、尤其是韦斯利·迪克此举的主要诱因是：
英国当地种族主义的现实……本质上就像安吉拉·戴维斯、乔治·杰克逊（George Jackson）、鲍比·希尔（Bobby Seale）和麦尔坎·X的讲话一样令反抗氛围越来越强，效果就像这些人传递到英国的理念：“抢占时机”、“干掉这些猪猡”、“幹他妈的”。
9月29日早上——包围开始15小时后——劫匪释放一名人质代表诚意。人质是59岁男子，伦敦意大利面馆其中一家分店的经理。次日，劫匪又放走一名生病的人质。大包围期间，意大利领事马里奥·曼卡（Mario Manca）试图联络三名男子充当中间人，甚至一度提出愿意自充人质换出病人，被警方拒绝。生于西印度群岛的前大伦敦议会主席皮特勋爵（Lord Pitt）也曾尝试同劫匪谈判，但收效甚微。
大包围期间，莫兹利医院（Maudsley Hospital）法庭心理学家彼得·斯科特（Peter Scott）向警方提供有关罪犯心理状态的建议。据他透露，包围时间越长，被包围的人就越可能产生感情，这样劫匪就越不可能杀害人质。根据他的建议，警方的主要策略就是持续等待，保持局势平稳，与人质劫持者尽量长时间地交谈。警方动用光纤摄像头技术实时监控，有两个摄像头观察地下储藏室的情况，一个顺着热水管穿过墙壁，另一个是先用眼药水滴管把强酸滴在金属通风口上蚀出小洞，再把摄像头穿过小洞观察室内。这样警方不但能听到各人对话，还能看到劫匪的动作。
警方说服媒体配合行动，要求《每日邮报》暂缓报导劫匪同伙被捕的消息。根据斯科特提供的信息和建议，警方试图让戴维斯和另外两名男子产生隔阂。大包围第四天，警方把一份《每日快报》从门下方送进储藏室，报纸头版是戴维斯的照片，声称他是首脑，还有另外两名枪手的背景信息，看起来就像是他们的同伙把信息出卖给报社。警察还在报纸头版写下向三人提供武器的嫌犯姓名。次日劫匪的两名同谋被捕后，警方向媒体通报此次逮捕，强调这是刑事而非政治案件。三名男子当晚从收音机听到消息后情绪低绪，并在次日凌晨决定投降。
凌晨2点55分，枪手关灯讨论，然后在3点40分告知警察他们投降。人质都没有受伤并率先走出储藏室，然后警方要求三人一个个地走出来。两名劫匪把枪扔出储藏室后相继走出，但就在警察带他们离开时，仍在储藏室内的戴维斯用.22口径左轮手枪打中自己腹部。警方在他口袋里找到抢劫前写给哥哥的便条：
今天，我要为人民前去完成使命。如果出了差池，我将像战士一样安息。所以要是你看到这张便条，那就说明我已经死了。请你安然接受我的遭遇，为我高兴吧，对任何有意抗争这种可悲生存状态的黑人而言，这都是最自然的命运安排。

## 影响
戴维斯被送到圣乔治医院（St George's Hospital）治疗，但子弹未能在手术中取出。人质也被送到该医院检查，但都不需要治疗，然后在附近警局初步陈述案情。
戴维斯在羁押期间绝食抗议，之前被他劫持的人质乔凡尼·斯克拉诺（Giovanni Scrano）定期前来探视，两人在大包围期间已经形成某种情感联系，有观点认为这种关系属于典型的斯德哥尔摩综合症。
案件于1976年6月8日开审，除戴维斯、迪克和门罗外，受审的还有三名从犯，罪名包括协助抢劫（驾车逃跑的司机）、供应枪支和共谋。戴维斯、迪克和门罗认为法庭审判不合法，法官询问他们如何辩护（即是否认罪，字面意思是“求恳”）时，戴维斯口中高呼“我们不会再求恳啦——我们已经求了五百年！这不是审判——而是私刑集会。”三人转身背对法庭并互相交谈，法官默文·格里菲斯-琼斯（Mervyn Griffith-Jones）下令把三人带回牢房，同时指示法庭书记员在他们的辩护供述下写上无罪辩护。从犯里洛·特曼（Lillo Termaine）承认犯下串谋抢劫面馆罪，据警方表述，特曼是劫案幕后黑手，计划用抢来的钱偿还赌债。案件在6月30日宣判，戴维斯、迪克和门罗分别被判22年、18年和17年有期徒刑，特曼六年。一名同谋无罪释放，逃跑司机艾迪生因陪审团无法达成一致发后重审。同年11月，艾迪生经重审认定有罪并判有期徒刑11年。戴维斯和门罗出狱后去世，两人逝世时年纪都不大；迪克获释后改名舒贾·莫什什（Shujaa Moshesh），最终在非洲辞世。
大包围过去一周后，骑士桥的意大利面馆恢复营业，后在2015年因街区再开发停业。
1976年，生于特立尼达的作家兼电影人霍勒斯·奥弗（Horace Ové）根据意大利面馆大包围创作剧本《巴比伦的洞》（A Hole in Babylon），后在英国广播公司电视系列剧《今日剧》（Play for Today）播出。1978年，法鲁克·邓迪（Farrukh Dhondy）根据案件创作《巴比伦大包围》（The Siege of Babylon）。1982年的意大利喜剧片《意大利面馆》（Spaghetti House）一定程度上也是根据本案改编。
1975年12月上旬，警方将一组临时爱尔兰共和军困在伦敦巴尔科姆街并持续包围六天，最终利用意大利面馆大包围积累的实时监控和法庭心理学等经验和平解决危机。彼得·沃丁顿（Peter Waddington）的警务研究著作指出，伦敦警察厅在两次得到大量宣传报导的包围战中表现出色，获得容忍和克制的美名。1980年，警方试图采用同样策略应对伊朗大使馆包围战，但因恐怖分子杀害人质作罢，改为动用特种空勤团突击。在沃丁顿看来，如果一定要对此次行动挑出什么毛病的话，那就是警方面对这种情况依然不愿意诉诸武力。

### 脚注
1. ↑  Waters 2018，第189頁.
2. ↑  Sivanandan 1976，第360–361頁.
3. ↑  Bourne 2011，第4–5頁.
4. ↑  Sivanandan 1976，第347–361頁.
5. ↑  Mark 1978，第187–188頁.
6. ↑  Bourne 2011，第1–2頁.
7. ↑  Kelley & Tuck 2016，第29頁.
8. ↑  Bourne 2011，第3頁.
9. ↑  Waters 2018，第188頁.
10. ↑  Sivanandan 2008，第90頁.
11. 1 2 3 4 5 6  Knewstub, McHardy & Pallister 1975，第1頁.
12. 1 2 3 4 5  Mark 1978，第188頁.
13. ↑  Moss & Skinner 2015，3081.
14. ↑  "Siege-Trial Jury Told of 'Death Lottery'". The Times.
15. ↑  Gould & Waldren 1986，第157–158頁.
16. 1 2  "Siege Man Loses". The Guardian.
17. ↑  Real-Life Crimes 1993，第663頁.
18. 1 2  London Gunmen Take Hostages After Robbery That 'Went Wrong'，第1頁.
19. 1 2 3 4  Gould & Waldren 1986，第158頁.
20. 1 2 3  Waldren 2007，第55頁.
21. ↑  "Q&A: Armed police in the UK". BBC.
22. ↑  Gould & Waldren 1986，第7頁.
23. ↑  McHardy 1975，第11頁.
24. 1 2  Horsnell 1975，第1頁.
25. ↑  Real-Life Crimes 1993，第664頁.
26. 1 2  Horsnell 1975，第2頁.
27. 1 2  Bourne 2011，第2頁.
28. ↑  Bourne 2011，第4頁.
29. 1 2  Borrell 1975，第1頁.
30. 1 2  Manwaring-White 1983，第184頁.
31. 1 2  Walker 1976，第15頁.
32. ↑  Jordan 1975，第20頁.
33. ↑  Manwaring-White 1983，第98–99頁.
34. ↑  Keily & Hoffbrand 2015，第133頁.
35. ↑  Waldren 2007，第56頁.
36. ↑  Niesewand & Pallister 1975，第1頁.
37. ↑  Gould & Waldren 1986，第160頁.
38. ↑  "Siege Man's Farewell Notes". The Guardian，第6頁.
39. ↑  Niesewand & Pallister 1975，第20頁.
40. ↑  "Spaghetti Man Fasts in Prison". The Observer，第3頁.
41. ↑  Ochberg 1982，第101頁.
42. 1 2  Spaghetti House Siege Trio Ordered Back to Cells，第15頁.
43. ↑  Borrell 1976，第3頁.
44. 1 2  Four in Spaghetti Siege Trial Get 62 Years in Prison，第6頁.
45. ↑  Bourne 2011，第2, 12頁.
46. ↑  Real-Life Crimes 1993，第667頁.
47. ↑  Gerrard 2015.
48. ↑  Sands-O'Connor 2017，第84頁.
49. ↑  "Spaghetti House (1982)". British Film Institute.
50. ↑  Mark 1978，第182–183頁.
51. 1 2  Waddington 1991，第18頁.

### 书籍和期刊
- Bourne, Jenny. . Race & Class. 2011, 53 (2): 1–13. doi:10.1177/0306396811414319.
- Gould, Robert; Waldren, Michael. . London: Arms and Armour Press. 1986. ISBN 978-0-85368-880-8.
- Keily, Jackie; Hoffbrand, Julia. . London: IB Tauris. 2015. ISBN 978-1-78130-041-1.
- Kelley, Robin; Tuck, Stephen. . London: Palgrave Macmillan. 2016  [2020-06-25]. ISBN 978-1-137-39270-1. （原始内容存档于2020-06-26）.
- Mark, Robert. . London: Collins. 1978  [2020-06-25]. ISBN 978-0-00-216032-2.
- Manwaring-White, Sarah. . Brighton: Harvester Press. 1983  [2020-06-25]. ISBN 978-0710806154.
- Moss, Alan; Skinner, Keith.  Kindle. Stroud, Glos: The History Press. 2015. ISBN 978-0-7509-6655-9.
- Ochberg, Frank M. . Cowley, R. Adams  (编). . Washington DC: U.S. Department of Transportation, National Highway Traffic Safety Administration. 1982  [2020-06-25]. OCLC 173447703. （原始内容存档于2020-06-25）.
- Sivanandan, Ambalavaner. . Race & Class. 1976-04-01, 17 (4): 347–368. doi:10.1177/030639687601700401.
- Sivanandan, Ambalavaner. . London: Pluto Press. 2008. ISBN 978-0-7453-2834-8.
- . BBC. 2010-06-08  [2020-06-25]. （原始内容存档于2020-02-19）.
- Sands-O'Connor, Karen. . New York: Springer. 2017  [2020-06-25]. ISBN 978-1-137-57904-1. （原始内容存档于2020-06-26）.
- . Real-Life Crimes. 1993, 2 (30): 662–667.
- Waddington, P. A. J. . Oxford: Oxford University Press. 1991. ISBN 978-0-1982-7359-2.
- Waldren, Michael. . Stroud, Gloucestershire: Sutton Publishing Ltd. 2007. ISBN 978-0-7509-4637-7.
- Waters, Rob. . Oakland, CA: University of California Press. 2018. ISBN 978-0-5202-9385-4.

### 报纸和网页
- Gerrard, Neil. . The Caterer. 2015-01-12  [14 August 2018]. （原始内容存档于2018-08-16）.
- . British Film Institute.   [2020-06-25]. （原始内容存档于2018-08-16）.
- Borrell, Clive. . The Times. 1975-10-04: 1.
- Borrell, Clive. . The Times. 1976-06-09: 3.
- Horsnell, Michael. . The Times. 1975-09-29: 1.
- Horsnell, Michael. . The Times. 1975-09-30: 1–2.
- Jordan, Philip. . The Guardian. 1975-10-04: 16.
- Knewstub, Nikki; McHardy, Anne; Pallister, David. . The Guardian. 1975-09-29: 1.
- McHardy, Anne. . The Guardian. 1975-10-02: 11.
- Niesewand, Peter; Pallister, David. . The Guardian. 1975-10-04: 1, 20.
- . The Guardian. 1976-11-12: 3.
- . The Guardian. 1976-06-16: 6.
- . The Times. 1976-06-10: 3.
- . The Observer. 1976-03-07: 3.
- Walker, Martin. . The Guardian. 1976-06-09: 1.
- Walker, Martin. . The Guardian. 1976-07-01: 16.
- Walker, Martin. . The Guardian. 1976-07-01: 6.